# Saison 1900-1901 des Sénateurs d'Ottawa
Autres saisons
Saison précédente Saison suivante
La saison 1900-1901 de hockey sur glace est la seizième à laquelle participe le Club de hockey d'Ottawa.

## Classement
| Clt   | Équipe                  | PJ | V | D | N | BP | BC | Pts |
| ----- | ----------------------- | -- | - | - | - | -- | -- | --- |
| +001, | Club de hockey d'Ottawa | 8  | 7 | 0 | 1 | 33 | 20 | -   |
| +002, | Victorias de Montréal   | 8  | 4 | 3 | 1 | 45 | 32 | -   |
| +003, | Shamrocks de Montréal   | 8  | 4 | 4 | 0 | 30 | 25 | -   |
| +004, | AAA de Montréal         | 8  | 3 | 5 | 0 | 28 | 37 | -   |
| +005, | Bulldogs de Québec      | 8  | 1 | 7 | 0 | 21 | 43 | -   |

- Champion de la LCHA

## Meilleurs marqueurs
| Joueur          | PJ | B |
| --------------- | -- | - |
| Harold Henry    | 8  | 8 |
| Arthur Sixsmith | 7  | 7 |
| Harry Westwick  | 7  | 6 |
| Jack Smith      | 4  | 6 |
| Mac Roger       | 5  | 4 |

## Matchs après matchs
| No | Date       | Visiteurs | Résultat | Domicile  | Fiche |
| -- | ---------- | --------- | -------- | --------- | ----- |
| 1  | 5 janvier  | Québec    | 4-5      | Ottawa    | 1-0-0 |
| 2  | 12 janvier | Ottawa    | 4-2      | Shamrocks | 2-0-0 |
| 3  | 19 janvier | Victorias | 2-2      | Ottawa    | 2-0-1 |
| 4  | 26 janvier | Ottawa    | 9-4      | AAA       | 3-0-1 |
| 5  | 2 février  | AAA       | 3-5      | Ottawa    | 4-0-1 |
| 6  | 9 février  | Ottawa    | 5-4      | Victorias | 5-0-1 |
| 7  | 16 février | Shamrocks | 1-2      | Ottawa    | 6-0-1 |
| 8  | 23 février | Ottawa    | 1-0      | Québec    | 7-0-1 |

## Effectif
- Gardien de buts : Fred Chittick et John Hutton
- Joueurs : William Duval, Herbert Henry, James McGee, J. M. Roger, A. E. Sixsmith, Jack Smith, Charlie Spittal et Harvey Pulford